# 北山公園 (東京都)
北山公園（きたやまこうえん）は、東京都東村山市野口町にある公園。

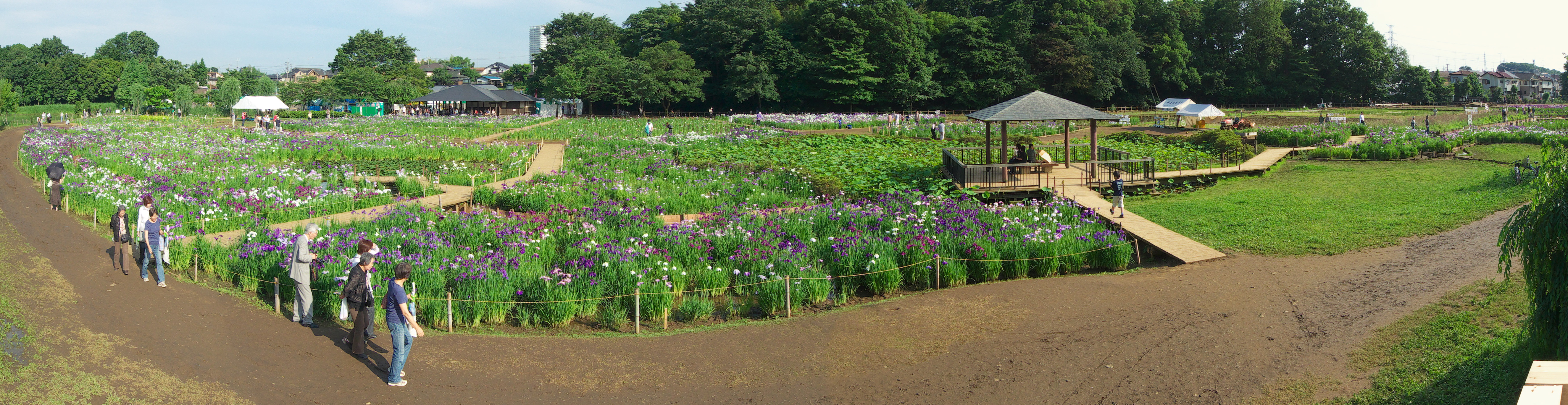
北山公園

## 概要
西武西武園線を間に挟んだ八国山緑地の麓に、2万9,000 m2にわたって東西に広がる都市公園である。
花菖蒲の名所であり、最盛期の6月には170種類、7,000株・10万本が花をつける。またこの時期には「東村山菖蒲まつり」が開催され、スタンプラリーや地元産品の即売会など各種の催しが開かれて園内は賑わいを見せる。西武鉄道でもこの期間、特急「小江戸」を東村山駅に臨時停車させていた時期があったが、現在では定期の特急列車自体が東村山駅に全停車となっている。
花菖蒲のほかにも菜の花や蓮、彼岸花、コスモスなどそれぞれの季節でさまざまな花を楽しむことができる。また、園内の池には多くの野鳥も集まる。
東村山市立北山小学校が隣接しており、公園敷地の西側は北山小の授業で使われる田圃となっていた。
現在は行われていない。

## 歴史
現在の公園がある土地はもともと水田地帯であり、1970年代前半より不動産業者によって開発が進められつつあった。これに対し、東村山市は自然環境保護の観点から土地を業者より買い戻すなどして用地を確保し、1976年1月に都市計画公園として「北山公園」の設置を決定。花菖蒲などの植栽を始めた。
1982年には、都民の日制定30周年を記念してこの年に定められた「新東京百景」のひとつに選ばれた。1989年に第1回菖蒲まつりが開かれ、以後毎年開催されている。
かつては北山小西側の管理事務所内に、埼玉県所沢市より移築された江戸時代末期の茅葺き民家が存在し、市指定の有形民俗文化財であったが、1999年に放火により焼失した。跡地は現在、八国山の体験学習施設「八国山たいけんの里」となっている。

## アクセス
- 西武新宿線東村山駅西口より徒歩20分
- 西武西武園線西武園駅より徒歩17分[3]

駐車場は用意されていない。

## 周辺
- 八国山緑地
- 正福寺：国宝建造物である「地蔵堂」がある。